# Äskegölen, Östergötland
Äskegölen är en sjö i Kinda kommun i Östergötland och ingår i Motala ströms huvudavrinningsområde.